# Cochemiea macdougallii
Cochemiea macdougallii ist eine Pflanzenart aus der Gattung Cochemiea in der Familie der Kakteengewächse (Cactaceae). Das Artepitheton macdougallii ehrt Thomas Baillie MacDougall (1895–1973), den Entdecker der Art.

## Beschreibung
Cochemiea macdougallii bildet lockere Polster. Die kugelförmigen bis kurzzylindrischen Triebe sind blass graugrün und haben einen Durchmesser von 3 bis 4 Zentimeter. Die spiralig angeordneten Warzen sind niedrig, etwas abgeflacht, rhomboid und winzig gepunktet. Die Areolen sind im oberen Teil wollig, haben Dornen und sind manchmal gefurcht. Der schwarze bis weißliche, aufrechte Mitteldorn hat eine dunkle Spitze und ist 4 bis 5 Millimeter lang. Die 7 bis 8 Randdornen sind weißlich mit dunklen Spitzen und haben eine Länge von 5 bis 10 Millimetern.
Die gelben, trichterförmigen Blüten erscheinen aus den Axillen. Sie öffnen sich am Tag, sind 2 bis 3 Zentimeter lang und haben einen Durchmesser von 1,8 bis 2,5 Zentimetern. Der Blütenbecher ist bewollt, hat jedoch keine Schuppen.
Die mattroten, bei Reife trockenen Früchte sind kugelförmig bis etwas verlängert und besitzen einen ausdauernden Blütenrest. Sie enthalten fast kugelförmige, schwarze bis braune, punktierte Samen.

## Verbreitung, Systematik und Gefährdung
Cochemiea macdougallii ist im mexikanischen Bundesstaat Oaxaca verbreitet, wo er auf Kalksteinfelsen wächst.
Die Art wurde im Winter 1951/52 durch Thomas Baillie MacDougall (1895–1973) in der Nähe des Dorfes San José Lachiguirí gefunden. Die Erstbeschreibung als Ortegocactus macdougallii in der monotypischen Gattung Ortegocactus erfolgte 1961 durch Edward Johnston Alexander. Peter B. Breslin und Lucas C. Majure stellten die Art 2021 in die Gattung Cochemiea. Weitere nomenklatorische Synonyme sind Neobesseya macdougallii (Alexander) Kladiwa (1974) und  Escobaria macdougallii (Alexander) V.John & Říha (1981).
In der Roten Liste gefährdeter Arten der IUCN wird die Art als „Data Deficient (DD)“, d. h. mit keinen ausreichenden Daten geführt.

## Nachweise